# Državni izpitni center
Državni izpitni center je ustanova za zunanje preverjanje znanja v Sloveniji.

## Kratka zgodovina[1]
Državni izpitni center s kratico RIC je bil prvotno zasnovan z nalogo, da tehnično izvede maturo, ki naj bi kandidatom omogočila vstop v univerzitetne programe slovenskih univerz. Status samostojne ustanove je dobil leta 1993, ko ga je Vlada RS ustanovila kot razvojni in raziskovalni center za zunanje preverjanje znanja učencev, vajencev, dijakov in odraslih. Poleg nalog, povezanih s tehnično pripravo in izvedbo mature, je RIC prevzel tudi strokovno, razvojno in raziskovalno vlogo kot osrednja ustanova za zunanje preverjanje znanja v Sloveniji. Leta 1995 je uspešno izvedel prvo maturo za vse, ki so se odločili za tak zaključek srednjega izobraževanja.
Od leta 1995 je Državni izpitni center usmerjal svoje delo v izboljšanje postopkov priprave in izvedbe mature ter od 1997 do 2005 tudi izvedbe nacionalnih preskusov znanja v osemletni osnovni šoli.
V letu 2000 je začel nuditi strokovno in tehnično podporo Državni izpitni komisiji za izvedbo praktičnega dela zaključnega izpita v dualni organizaciji. Leto kasneje je na področju izobraževanja odraslih prvič pripravil in organiziral izpite iz tujih jezikov in začel sodelovati pri projektu pridobivanja nacionalnih poklicnih kvalifikacij.
V letu 2002 je RIC pričel dva projekta: poklicno maturo za dijake in odrasle ter nacionalnega preverjanja znanja v osnovni šoli.
Od leta 2003 naprej Ric sodeluje v komisiji za ugotavljanje in zagotavljanje kakovosti v vrtcih, osnovnih in srednjih šolah ter organizacijah za izobraževanje odraslih, ki jo je imenoval minister za šolstvo, v obdobjih 2004/2005 in 2006/2007 pa izvaja projekt Ugotavljanje in zagotavljanje kakovosti.

## Dejavnosti
Ric pripravlja in skrbi za izvedbo mature in poklicne mature, sodeluje z ZRSŠ in skrbi za izvedbo nacionalnega preverjanja znanja v osnovni šoli, skrbi za razvoj metodologije in postopkov preverjanj in potrjevanja strokovnih znanj in spretnosti ter pripravlja in izvaja izpite iz tujih jezikov za odrasle. Poleg tega ureja izpitno in drugo gradivo, ki je potrebno za izvedbo izpitov. Ureja in izdaja tudi izpitne kataloge, zbirke in analize izpitnih nalog ter drugo gradivo za informiranje in pomoč kandidatom ter učiteljem pri pripravah na izpite.